# Solanum amethystinum
Solanum amethystinum là loài thực vật có hoa trong họ Cà. Loài này được (Kuntze) Heiser miêu tả khoa học đầu tiên năm 1955.